# Bart the Genius
Bart the Genius (Brasil: Bart, o Gênio / Portugal: Bart, o Génio) é o segundo episódio da primeira temporada de The Simpsons. Foi exibido originalmente em 14 de janeiro de 1990, sendo o primeiro a conter a sequência e a vinheta de abertura e o primeiro escrito por Jon Vitti, que escreveu outros 25 episódios para a série, antes de sair na décima sexta temporada, e também o primeiro dirigido por David Silverman. É também a primeira vez que Bart usa a famosa frase "Eat my shorts".
Foi o segundo episódio a ser produzido após Some Enchanted Evening, que sofreu vários problemas na animação e, por esse motivo, o episódio tinha que ser considerado aceitável para a série continuar sendo exibida. A animação acabou sendo considerada boa e a série continuou.

## Enredo
Diante da perspectiva de tirar "F" em um teste de inteligência, Bart sorrateiramente muda seus exames com Martin Prince, o aluno mais esperto da classe. Quando o psicólogo da escola, Dr. Pryor, estuda os resultados, ele identifica Bart como um gênio, para o deleite de Homer e Marge, que lhe matricula em uma nova escola.
No Centro de Aprendizagem enriquecido para crianças superdotadas, Bart se sente fora do lugar entre os outros alunos com habilidades acadêmicas avançadas. Enquanto isso, Marge tenta estimular Bart com um pouco de cultura, levando a família para a ópera.
Banido por seus colegas dotados de inteligência, Bart visita a Escola Primária de Springfield, onde seus velhos amigos também lhe rejeitam. Pelo lado positivo, ele passa a gostar da atenção recém descoberta de Homer.
Depois de causar uma explosão de experiência química, enchendo o laboratório da escola com gosma verde, ele confessa ao Dr. Pryor que ele trocou de testes com Martin. Bart volta para casa e diz a Homer que ele trocou os testes de inteligência, mas que ele está feliz por eles estarem mais próximos do que nunca. Homer persegue Bart bravo pela casa.

## Produção
O conceito do episódio surgiu do roteirista Jon Vitti, que fez com uma longa lista de coisas que Bart poderia fazer e suas prováveis consequências. Destas, a única ideia que ele conseguiu desenvolver em uma história interessante para um episódio foi a de Bart trapaceando em um teste de Q.I. O episódio é baseado em uma experiência que Vitti teve em sua infância, quando alguns de seus colegas de classe não levaram um teste de Q.I. muito a sério, sofrendo sérias consequências por causa disso. Tendo em vista que Bart não era muito inteligente, Vitti resolveu converter o problema para Bart.
Vitti utilizou a sua experiência que teve na escola e acabou fazendo um roteiro de 71 páginas, que ultrapassou o limite que lhe foi dado de 45 páginas. Esse foi o primeiro roteiro de Vitti escrito para um programa de 30 minutos.
O diretor David Silverman teve problemas em fazer o tabuleiro do jogo de Scrabble no início do episódio porque as letras não ficavam certas.
A animação contém alguns problemas, como por exemplo, a banana na primeira cena foi colorida de maneira incorreta, já que os animadores coreanos estavam pouco familiarizados com a fruta. A cena em que Bart escreve a sua confissão, animada posteriormente, nos EUA, foi realizada para balancear entre as cenas muito curtas presentes ao longo episódio. A cena final do banho também foi particularmente problemática, pois houve diversos problemas de sincronização dos lábios com o som e de animação, apesar de ter sido refeita diversas vezes, esse foi o melhor resultado conseguido.
Esse episódio foi o primeiro a conter a sequência de abertura completa, incluindo a cena do quadro negro e do sofá. Matt Groening aumentou a duração da abertura para diminuir a quantidade de animação necessária para cada episódio e adicionou várias piadas nela para compensar a repetição em todos os episódios. Matt Groening também queria que as nuvens no começo tivessem uma aparência mais real, mas isso foi descartado na temporada seguinte.
Essa foi a primeira aparição de Edna Krabappel e Martin Prince.

## Recepção e legado

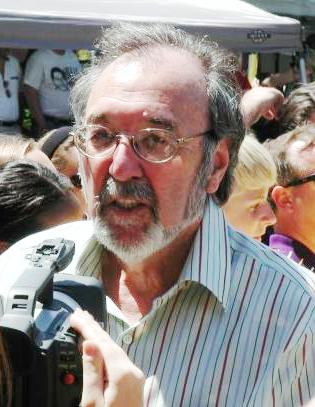
O produtor de Os Simpsons, James L. Brooks, fala com a imprensa.